# Henning-Mörder-Straße

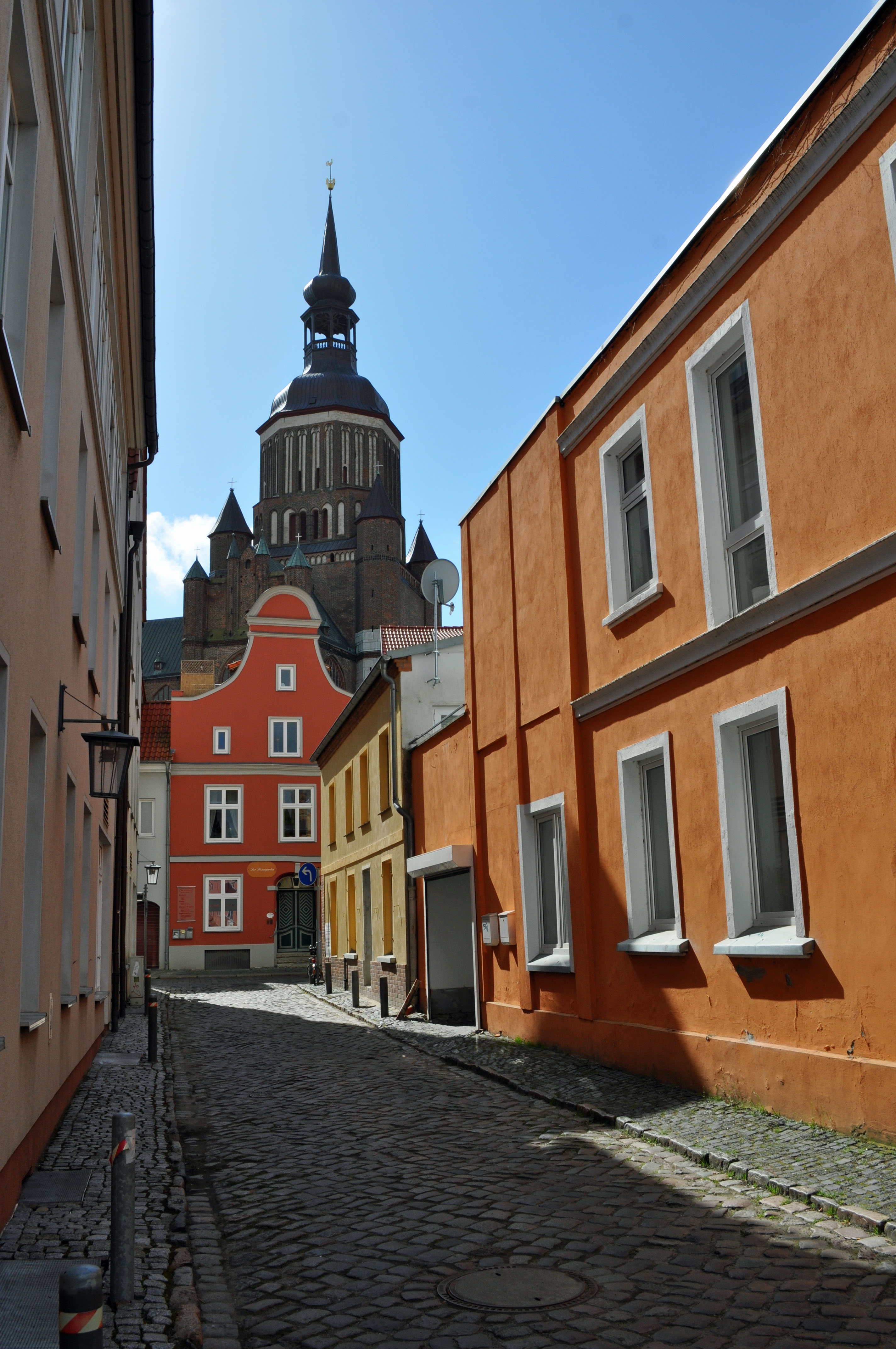
Blick in die Henning-Mörder-Straße, im Hintergrund die St.-Marien-Kirche (2012)

Die Henning-Mörder-Straße im Stadtgebiet Altstadt in Stralsund verbindet die Straßen Katharinenberg und Tribseer Straße in der Nähe des Neuen Marktes. Sie gehört zum Kerngebiet des UNESCO-Welterbes Historische Altstädte Stralsund und Wismar.

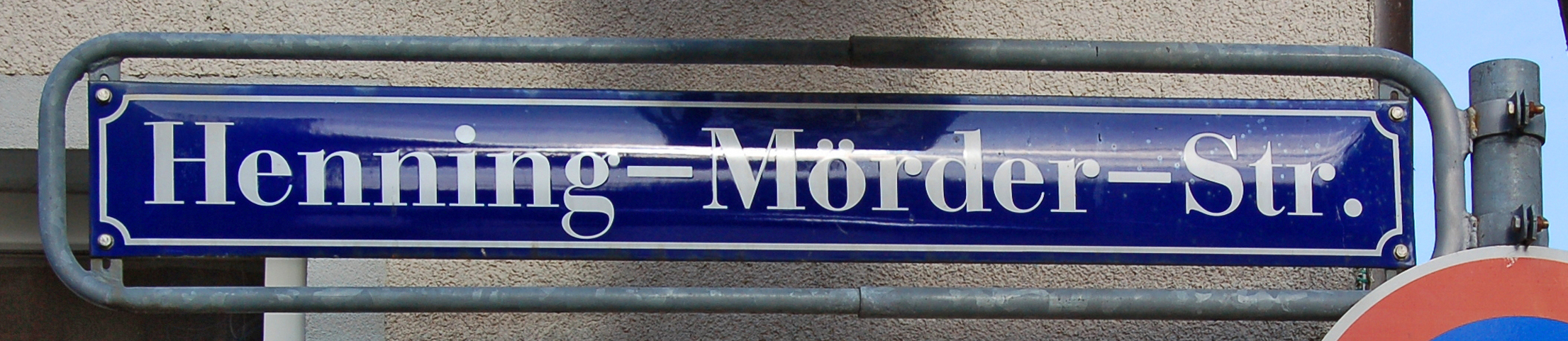
Straßenschild

Die Straße wurde im Jahr 1311 erstmals urkundlich als Mörderstraße erwähnt. Der Name rührte vom Adelsgeschlecht Mörder her, das um das Jahr 1500 zu den Ratsfamilien der Stadt Stralsund zählte. Nachdem das Adelsgeschlecht ausgestorben war, geriet die Namensherkunft in der Bevölkerung in Vergessenheit, und der Straßenname wurde wegen des naheliegenden, falschen Bezugs auf Mörder als anstößig empfunden. Im Jahr 1934 erweiterte die Stadtverwaltung den Straßennamen auf Henning Mörder. Dieser war um 1500 Bürgermeister Stralsunds gewesen, hatte die Stadt allerdings im Jahr 1515 aufgrund von Streitigkeiten mit Bürgermeister Sabel Oseborn verlassen.
Zur Henning-Mörder-Straße gehörten vier Grundstücke. Davon sind nur noch zwei Häuser übrig geblieben, die beide unter Denkmalschutz stehen (siehe auch Liste der Baudenkmale in Stralsund), nämlich die Häuser Henning-Mörder-Straße 1 / 1 a und Henning-Mörder-Straße 4 / 4 a.